# 波泰皮莫朗斯
波泰皮莫朗斯（法語：Porté-Puymorens，法語發音：[pɔʁte pɥimɔʁɛ̃s] ⓘ）是法国东比利牛斯省的一个市镇，位于该省西部，属于普拉德区。

## 地名
该地名“Porté-Puymorens”发音为[pɔʁte pɥimɔʁɛ̃s]，字母“s”发音，《世界地名译名词典》将其误译作“波泰皮莫朗”。

## 地理
波泰皮莫朗斯（42°32'54"N, 1°49'54"E）面积49.42 平方千米，位于法国奧克西塔尼大區东比利牛斯省，该省份为法国大陆部分最南部的省份，涵盖了北加泰罗尼亚，北起奥德省，西接阿列日省和安道尔，南与西班牙接壤，东临地中海。
与波泰皮莫朗斯接壤的市镇（或旧市镇、城区）包括：安道尔附近洛斯皮塔莱、梅朗斯莱瓦尔斯、卡尼略、昂古斯特里讷-埃斯卡尔德新城、多尔、昂韦奇、波尔塔。
波泰皮莫朗斯的时区为UTC+01:00、UTC+02:00（夏令时）。

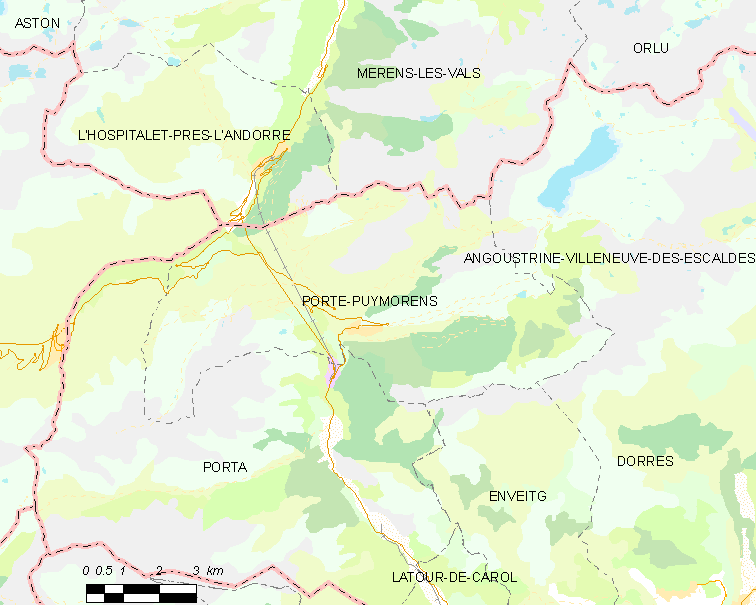
波泰皮莫朗斯的OSM定位图

## 行政
波泰皮莫朗斯的邮政编码为66760，INSEE市镇编码为66147。

## 政治
波泰皮莫朗斯所属的省级选区为加泰罗尼亚比利牛斯县。

## 人口

1962-2008年间波泰皮莫朗斯人口变化图示

波泰皮莫朗斯于2022年1月1日时的人口数量为102人。